# Алберт фон Хюрнхайм
Алберт фон Хюрнхайм (на немски: Albert von Hürnheim; † сл. 1240) е благородник от швабския род фон Хюрнхайм в Бавария.
Той е син на фон Хюрнхайм и внук на фон Хагелн. Баща му е брат на фон Хагелн, който е баща на Валтер фон Файминген († сл. 1227). Чичо е на Марквард I фон Хагел († 1324), княжески епископ на Айхщет (1322 – 1324).
Алберт фон Хюрнхайм е брат на Рудолф фон Хюрнхайм († сл. 1238). Прародител е на Еберхард II фон Хюрнхайм (1494 – 1560), княжески епископ на Айхщет (1552 – 1560).
Ок. 1240 г. фамилията Хюрнхайм се разделя на няколко главни линии. Родът фон Хюрнхайм измира по мъжка линия през 1679 г.

## Фамилия
Алберт фон Хюрнхайм се жени за жена с неизвестно име († пр. 1239) и има четири сина:
- Рудолф I фон Хоххауз († сл. 1275), основава „линията Хюрнхайм-Хоххауз“, женен за жена Й... Н († пр. 28 март 1262); имат шест деца
- Рудолф фон Раухауз († 1261/1264), женен за Аделхайд († сл. 1252); имат четири сина
- Херман фон Хохалтинген († сл. 1275), има шест деца
- Хайнрих фон Хагелн († сл. 1246)